# Alban (Wisconsin)
Alban es un pueblo ubicado en el condado de Portage en el estado estadounidense de Wisconsin. En el Censo de 2010 tenía una población de 885 habitantes y una densidad poblacional de 9,46 personas por km².

## Geografía
Alban se encuentra ubicado en las coordenadas 44°38′1″N 89°16′36″O / 44.63361, -89.27667. Según la Oficina del Censo de los Estados Unidos, Alban tiene una superficie total de 93.6 km², de la cual 91.78 km² corresponden a tierra firme y (1.95%) 1.82 km² es agua.

## Demografía
Según el censo de 2010, había 885 personas residiendo en Alban. La densidad de población era de 9,46 hab./km². De los 885 habitantes, Alban estaba compuesto por el 97.4% blancos, el 0.11% eran afroamericanos, el 0% eran amerindios, el 0.11% eran asiáticos, el 0% eran isleños del Pacífico, el 1.13% eran de otras razas y el 1.24% pertenecían a dos o más razas. Del total de la población el 1.58% eran hispanos o latinos de cualquier raza.